# 堀ノ内 (杉並区)
堀ノ内（ほりのうち）は、東京都杉並区の地名。住居表示実施済み。現行行政地名は堀ノ内一丁目から堀ノ内三丁目。

## 地理
杉並区の中東部に位置する。北部は杉並区梅里に接する。西部は、杉並区松ノ木と大宮に接する。南部は方南通りを境に杉並区和泉に接する。東部は環七通りを境に杉並区和田と方南に接している。また、一丁目と二丁目の間を善福寺川が流れている。主に住宅地として利用されている。
町域内には杉並区を代表する寺院である妙法寺がある。古典落語「堀の内｣の題材にもなるなど、江戸時代から厄除け祈願で有名な寺院で現在でも多くの人が訪れる。また、妙法寺付近には、他に寺院も多い。また堀ノ内斎場は、現在の堀ノ内の町域内にはあたらず隣の梅里になる。

### 地価
住宅地の地価は、2025年（令和7年）1月1日の公示地価によれば、堀ノ内1-27-5の地点で52万6000円/m2となっている。

## 歴史
1451年（宝徳3年）の下知状に「堀之内」として初出する。もとは和田村の一部だったといわれ、江戸時代には多摩郡堀之内村。江戸で妙法寺の参詣が人気を博し、堀ノ内詣と謂った。1889年（明治22年）和田堀之内村の大字となる。1932年（昭和7年）より杉並区堀ノ内。1968年（昭和43年）住居表示を実施し現在に至る。

### 地名の由来
和田義盛の居館があったと伝えられる。

## 世帯数と人口
2025年（令和7年）3月1日現在（杉並区発表）の世帯数と人口は以下の通りである。
| 丁目         | 世帯数     | 人口     |
| ------------ | ---------- | -------- |
| 堀ノ内一丁目 | 2,821世帯  | 4,886人  |
| 堀ノ内二丁目 | 4,339世帯  | 7,811人  |
| 堀ノ内三丁目 | 4,418世帯  | 7,075人  |
| 計           | 11,578世帯 | 19,772人 |

### 人口の変遷
国勢調査による人口の推移。
| 年                 | 人口   |
| ------------------ | ------ |
| 1995年（平成7年）  | 17,321 |
| 2000年（平成12年） | 17,615 |
| 2005年（平成17年） | 17,976 |
| 2010年（平成22年） | 18,723 |
| 2015年（平成27年） | 19,375 |
| 2020年（令和2年）  | 20,143 |

### 世帯数の変遷
国勢調査による世帯数の推移。
| 年                 | 世帯数 |
| ------------------ | ------ |
| 1995年（平成7年）  | 8,303  |
| 2000年（平成12年） | 8,924  |
| 2005年（平成17年） | 9,601  |
| 2010年（平成22年） | 10,205 |
| 2015年（平成27年） | 10,769 |
| 2020年（令和2年）  | 11,612 |

## 学区
区立小・中学校に通う場合、学区は以下の通りとなる（2016年1月時点）。
| 丁目         | 番地                                                | 小学校                 | 中学校               |
| ------------ | --------------------------------------------------- | ---------------------- | -------------------- |
| 堀ノ内一丁目 | 1～6番                                              | 杉並区立大宮小学校     | 杉並区立泉南中学校   |
| 堀ノ内一丁目 | 8番1〜2号・4～13号 8番38～50号、9～15番 16番1～11号 | 杉並区立大宮小学校     | 杉並区立大宮中学校   |
| 堀ノ内一丁目 | 8番3号・14～37号 16番12〜38号、17〜27番             | 杉並区立済美小学校     | 杉並区立大宮中学校   |
| 堀ノ内一丁目 | 7番                                                 | 杉並区立済美小学校     | 杉並区立泉南中学校   |
| 堀ノ内二丁目 | 1～4番、6～12番                                     | 杉並区立済美小学校     | 杉並区立泉南中学校   |
| 堀ノ内二丁目 | 5番、18～21番 32～39番                              | 杉並区立済美小学校     | 杉並区立大宮中学校   |
| 堀ノ内二丁目 | 13～17番、22～31番                                  | 杉並区立済美小学校     | 杉並区立和田中学校   |
| 堀ノ内二丁目 | 40〜41番                                            | 杉並区立堀之内小学校   | 杉並区立松ノ木中学校 |
| 堀ノ内三丁目 | 10～12番、14～48番                                  | 杉並区立堀之内小学校   | 杉並区立松ノ木中学校 |
| 堀ノ内三丁目 | 4～9番、13番                                        | 杉並区立済美小学校     | 杉並区立大宮中学校   |
| 堀ノ内三丁目 | 1～3番                                              | 杉並区立済美小学校     | 杉並区立和田中学校   |
| 堀ノ内三丁目 | 49〜52番                                            | 杉並区立杉並第十小学校 | 杉並区立和田中学校   |

## 交通
鉄道駅はないが町域南東端付近に東京メトロ丸ノ内線・方南町駅がある。北部は、丸ノ内線・新高円寺駅が利用可能な範囲にある。付近の環七通り・方南通り・五日市街道などを走るバスの便を利用するものもいる。環状七号沿いにバスが走っており、高円寺駅方面、阿佐ケ谷駅方面、新宿駅方面のバスがある。

## 事業所
2021年（令和3年）現在の経済センサス調査による事業所数と従業員数は以下の通りである。
| 丁目         | 事業所数  | 従業員数 |
| ------------ | --------- | -------- |
| 堀ノ内一丁目 | 124事業所 | 2,024人  |
| 堀ノ内二丁目 | 135事業所 | 1,080人  |
| 堀ノ内三丁目 | 126事業所 | 1,086人  |
| 計           | 385事業所 | 4,190人  |

### 事業者数の変遷
経済センサスによる事業所数の推移。
| 年                 | 事業者数 |
| ------------------ | -------- |
| 2016年（平成28年） | 352      |
| 2021年（令和3年）  | 385      |

### 従業員数の変遷
経済センサスによる従業員数の推移。
| 年                 | 従業員数 |
| ------------------ | -------- |
| 2016年（平成28年） | 3,402    |
| 2021年（令和3年）  | 4,190    |

## 施設
- 妙法寺
- 堀ノ内熊野神社
- 東京立正短期大学
- 東京立正中学校・高等学校

## その他

### 日本郵便
- 郵便番号 : 166-0013[3]（集配局 : 杉並郵便局[15]）。